# Schweizerischer Verband für Frauenstimmrecht
Schweizerischer Verband für Frauenstimmrecht (SVF) var en riksorganisation för kvinnlig rösträtt i Schweiz, grundad 1909.   Det var en av de två dominerande rösträttsföreningarna i Schweiz jämsides med Bund Schweizerischer Frauenvereine (BSF). 
SVF bildades 1909 genom en sammanslagning av två lokala rösträttsföreningar till en nationell förening. 
Mellan 1912 och 1928 var Emilie Gourd från Genève SVF:s president och en av de ledande gestalterna i den schweiziska kvinnorörelsen. Under den nationella strejken 1918 stödde SVF Olten Action Committee, som bland sina krav hade införandet av kvinnlig rösträtt. 
SVF inledde en framställning om kvinnors rösträtt 1929 och uppnådde ett rekordantal underskrifter, som översteg antalet underskrifter som krävdes för en folkomröstning: 170 397 underskrifter från kvinnor och 78 840 underskrifter från män. År 1939, strax före krigsutbrottet, ställde SVF kravet om rösträtt direkt till parlamentet. En motiveringen var att det politiska samarbetet mellan kvinnor, särskilt i krigstider, var viktigt för att försvara demokrati och självständighet.
När kvinnors rösträtt  infördes i Schweiz 1971 ändrade SVF namn till Schweizerischer Verband für Frauenrechte och antog en feministisk linje.
Ordförande
- 1909-1912: Auguste de Morsier
- 1912-1914: Louise von Arx-Lack
- 1914-1928: Emilie Gourd
- 1928-1940: Annie Leuch-Reineck
- 1940-1952: Elisabeth Vischer-Alioth
- 1952-1959: Alix Choisy-Necker
- 1959-1960: Gertrud Heinzelmann
- 1960-1968: Lotti Ruckstuhl
- 1968-1977: Gertrude Girard-Montet